# 软件质量
軟體品質，是指軟體系統或系統中的軟體部分的品質，即滿足用戶需求，包括功能需求和非功能性需求的程度。
- 穩定且可預期:並無不可預期狀況如crash與無回饋且不可預期時間的hang-on
- 適當的文件:足夠的文件可供索引並可供參考解答，最新更新時間不低於1.5個版本
- 易用度:學習轉換時間
- UI/UX:直覺且易辨認，有回饋且反應時間快，uber 叫車app曾發現到沒有loading progress bar 的預約搜尋反而滿意度相對降低